# Districtul Kežmarok
Districtul Kežmarok este un teritoriu administrativ din Slovacia de est cu 65.129 de locuitori și o suprafață de 840 km². Teritoriul se află în mare parte în regiunea istorică Zips, fostul comitat ungar Szepes. El are trei orașe Kežmarok (Käsmark), Spišská Belá (Zipser Bela), Spišská Stará Ves (Altendorf) și 38 de comune.

## Demografie
| An:                | 1994   | 2004    | 2014    | 2024   |
| ------------------ | ------ | ------- | ------- | ------ |
| Număr de persoane: | 58.966 | 65.129  | 72.570  | 75.862 |
| Diferență:         |        | +10,45% | +11,42% | +4,53% |

| An:                | 2023   | 2024   |
| ------------------ | ------ | ------ |
| Număr de persoane: | 75.188 | 75.862 |
| Diferență:         |        | +0,89% |

## Comune
| - Abrahámovce (Abrahamsdorf) - Bušovce (Bauschendorf) - Červený Kláštor - Havka (Haffke) - Holumnica (Hollomnitz) - Hradisko (Kuntschhöfchen) - Huncovce (Hunsdorf) - Ihľany - Jezersko (Teichenau) - Jurské (Sankt Girgen) - Krížová Ves (Kreuz) - Lechnica (Lechnitz) | - Lendak (Landeck) - Ľubica (Leibitz) - Majere (Oberschwaben) - Malá Franková (Kleinfrankenau) - Malý Slavkov (Kleinschlagendorf) - Matiašovce (Matshaus) - Mlynčeky (Mühlerchen) - Osturňa (Asthorn) - Podhorany (Mältern) - Rakúsy (Roks) - Reľov (Rillen) - Slovenská Ves (Windschendorf) - Spišské Hanušovce (Henschau) | - Stará Lesná (Altwalddorf) - Stráne pod Tatrami (Forberg) - Toporec (Topporz) - Tvarožná (Durelsdorf) - Veľká Franková (Großfrankenau) - Veľká Lomnica (Großlomnitz) - Vlková (Farksdorf) - Vlkovce (Kunzendorf) - Vojňany (Kreig) - Vrbov (Menhardsdorf) - Výborná (Bierbrunn) - Zálesie (Giebel) - Žakovce (Eisdorf) |